# Harry Moger
George Henry „Harry“ Moger (* September 1878 in Southampton; † 16. Juni 1927 in London) war ein englischer Fußballspieler. Der Torhüter gewann mit Manchester United 1908 und 1911 die englische Meisterschaft und 1909 den FA Cup.

## Karriere
Moger spielte für den Amateurklub Forest Swifts und arbeitete als Schlosser, bevor er ab 1898 als Profi für den FC Freemantle in der Southern League aktiv war. 1899, Freemantle war mittlerweile aus der Southern League ausgeschieden, wurde er für zwei Monate gesperrt, weil er illegalerweise trotz seines Profistatus' auch für Forest Swifts spielte. Im Sommer 1900 wechselte Moger zu Freemantles Lokalrivale FC Southampton, kam dort aber während seines dreijährigen Aufenthalts hinter dem englischen Nationaltorhüter Jack Robinson nur selten zum Einsatz und wirkte auch an der Finalteilnahme im FA Cup 1902 nicht mit. 
Im Mai 1903 wurde Moger von Ernest Mangnall in die Football League Second Division zu Manchester United gelotst und war dort zunächst hinter John Sutcliffe Ersatztorhüter. Sein Football-League-Debüt gab Moger am 10. Oktober 1903 bei einem 4:0-Heimerfolg gegen den FC Barnsley, hatte zu Beginn aber mit seiner Nervosität Probleme. Ende März 1904 übernahm er dauerhaft die Torhüterposition von Sutcliffe und mit Moger als Stammtorhüter gelang Manchester United 1906 nach 12-jähriger Abstinenz als Tabellenzweiter die Rückkehr in die First Division. Entscheidenden Einfluss auf die weitere sportliche Entwicklung von United hatte die Bestrafung des Lokalrivalen Manchester City im Mai 1906. Der Klub wurde von der Football Association wegen illegaler Zahlungen für schuldig befunden. 17 aktuelle und ehemalige Spieler des Klubs wurden bis zum 1. Januar 1907 gesperrt und verboten, jemals wieder für Manchester City zu spielen. United machte sich diesen Umstand zunutze und sicherte sich mit Billy Meredith, Herbert Burgess, Sandy Turnbull und Jimmy Bannister vier Spieler von City, die allesamt zur Stammelf gehörten, als United 1907/08 überlegen erstmals die englische Meisterschaft gewann.
1909 folgte mit dem Gewinn des FA Cups der zweite große Titelgewinn von Moger, im Finale wurde Bristol City vor über 70.000 Zuschauern im Crystal Palace mit 1:0 geschlagen. Zum Ende der Saison 1910/11, als erneut der Gewinn der englischen Meisterschaft gelang, verlor Moger seinen Stammplatz an Hugh Edmonds und beendete, nachdem er große Teile der Spielzeit 1911/12 für das Reserveteam in der Central League gespielt hatte, im Juni 1912 seine Fußballerkarriere. Trotz seiner Erfolge und 266 Pflichtspielen für Manchester United kam der großgewachsene und hagere Tormann weder für die englische Nationalmannschaft noch für Auswahlteams der Football League zum Einsatz. Nach dem Ende seiner Spielerlaufbahn verdiente Moger seinen Lebensunterhalt in Manchester als Kommissionär. Er verstarb am 16. Juni 1927 in einem Pflegeheim in London.

## Erfolge
- Englischer Meister: 1907/08, 1910/11
- Englischer Pokalsieger: 1908/09
- Charity-Shield-Sieger: 1908